# Skeatia rothneyi
Skeatia rothneyi là một loài tò vò trong họ Ichneumonidae.